# Vitorlázás az 1972. évi nyári olimpiai játékokon
Az 1972. évi nyári olimpiai játékokon a vitorlázásban hat számot bonyolítottak le.

## Éremtáblázat
(A rendező ország csapata eltérő háttérszínnel, az egyes számoszlopok legmagasabb értéke, vagy értékei vastagítással kiemelve.)
| Az 1972. évi nyári olimpiai játékok éremtáblázata vitorlázásban | Az 1972. évi nyári olimpiai játékok éremtáblázata vitorlázásban | Az 1972. évi nyári olimpiai játékok éremtáblázata vitorlázásban | Az 1972. évi nyári olimpiai játékok éremtáblázata vitorlázásban | Az 1972. évi nyári olimpiai játékok éremtáblázata vitorlázásban | Olimpia  |
| --------------------------------------------------------------- | --------------------------------------------------------------- | --------------------------------------------------------------- | --------------------------------------------------------------- | --------------------------------------------------------------- | -------- |
|                                                                 | Ország                                                          | Arany                                                           | Ezüst                                                           | Bronz                                                           | Összesen |
| 1.                                                              | Ausztrália (AUS)                                                | 2                                                               | 0                                                               | 0                                                               | 2        |
| 2.                                                              | Franciaország (FRA)                                             | 1                                                               | 1                                                               | 0                                                               | 2        |
| 2.                                                              | Nagy-Britannia (GBR)                                            | 1                                                               | 1                                                               | 0                                                               | 2        |
| 4.                                                              | Egyesült Államok (USA)                                          | 1                                                               | 0                                                               | 2                                                               | 3        |
| 5.                                                              | Szovjetunió (URS)                                               | 1                                                               | 0                                                               | 1                                                               | 2        |
|                                                                 |                                                                 |                                                                 |                                                                 |                                                                 |          |
| 6.                                                              | Svédország (SWE)                                                | 0                                                               | 2                                                               | 0                                                               | 2        |
| 7.                                                              | Görögország (GRE)                                               | 0                                                               | 1                                                               | 0                                                               | 1        |
| 7.                                                              | NDK (GDR)                                                       | 0                                                               | 1                                                               | 0                                                               | 1        |
|                                                                 |                                                                 |                                                                 |                                                                 |                                                                 |          |
| 9.                                                              | NSZK (FRG)                                                      | 0                                                               | 0                                                               | 2                                                               | 2        |
| 10.                                                             | Kanada (CAN)                                                    | 0                                                               | 0                                                               | 1                                                               | 1        |
|                                                                 |                                                                 |                                                                 |                                                                 |                                                                 |          |
| Összesen                                                        | Összesen                                                        | 6                                                               | 6                                                               | 6                                                               | 18       |

## Érmesek
| Az 1972. évi nyári olimpiai játékok érmesei vitorlázásban |                                                                         |                                                               |                                                                        |
| Versenyszám                                               | Arany                                                                   | Ezüst                                                         | Bronz                                                                  |
| Finn dingi                                                | Serge Maury · Franciaország (FRA)                                       | Ilíasz Hadzipavlísz · Görögország (GRE)                       | Viktor Potapov · Szovjetunió (URS)                                     |
| Csillaghajó                                               | Ausztrália (AUS) · David Forbes · John Anderson                         | Svédország (SWE) · Pelle Petterson · Stellan Westerdahl       | NSZK (FRG) · Wilhelm Kuhweide · Karsten Meyer                          |
| Soling                                                    | Egyesült Államok (USA) · Harry Melges · William Bentsen · William Allen | Svédország (SWE) · Stig Wennerström · Bo Knape · Stefan Krook | Kanada (CAN) · David Miller · John Ekels · Paul Côté                   |
| Repülő hollandi                                           | Nagy-Britannia (GBR) · Rodney Pattisson · Christopher Davies            | Franciaország (FRA) · Yves Pajot · Marc Pajot                 | NSZK (FRG) · Ullrich Libor · Peter Naumann                             |
| Sárkányhajó                                               | Ausztrália (AUS) · John Cuneo · Thomas Anderson · John Shaw             | NDK (GDR) · Paul Borowski · Konrad Weichert · Karl-Heinz Thun | Egyesült Államok (USA) · Donald Cohan · Charles Horter · John Marshall |
| Tempest                                                   | Szovjetunió (URS) · Valentin Mankin · Vitalij Dirdira                   | Nagy-Britannia (GBR) · Alan Warren · David Hunt               | Egyesült Államok (USA) · Glen Foster · Peter Dean                      |